# Пу И
Айсиньгёро́ Пуи́ (кит. трад. 愛新覺羅．溥儀, упр. 爱新觉罗．溥仪, пиньинь Àixīnjuéluó Pǔyí; 7 февраля 1906 — 17 октября 1967) — китайский политический деятель; десятый представитель маньчжурской династии Айсиньгьоро, последний император государства Цин (1908—1912 годы, оставался титулярным императором до 1924 года). С 1932 года Верховный правитель, а с 1934 года император Маньчжоу-го, генералиссимус и главнокомандующий Маньчжурской императорской армией. Член Народного политического консультативного совета КНР (с 1964 года).

## Имя
Пу И — его имя, данное при рождении; в обычном случае такое имя было в императорской династии табуировано, а в качестве тронного имени употреблялся девиз правления (который звучал как Сюаньтун, (Всеобщее единение) 宣統). Однако он был низложен и приравнен к обычным гражданам, так что в историю вошёл под личным именем «Пу И». В более поздний период также употреблялось его маньчжурское клановое имя — Айсинь Гьоро (в китайской передаче — кит. трад. 愛新覚羅, палл. Айсиньцзюэло). В общении с европейцами он иногда называл себя Генри (Henry) — именем, которое дал ему учитель-шотландец. Став императором Маньчжоу-Го, Пу И получил имя Кандэ (Цветущая мораль). В КНР и на Тайване известен также как Сюньди (遜帝, «Отрёкшийся император»). В старой транскрипции китайские имена было принято разделять на отдельные слоги, поэтому в литературе на иностранных языках обычно его имя пишется раздельно — «Пу И».

## Биография

### Происхождение
Дедом Пу И был И Укун, седьмой сын императора Даогуана и младший брат императора Сяньфэна. Его дедом по материнской линии был Жунлу. Его биологический отец Зайфэн был сводным братом императора Гуансюя. Позже он унаследовал титул принца, а его мать напрямую принадлежала к клану Гуарцзя династии Цзинь.

### Правление в империи Цин
Племянник лишённого реальной власти в 1898 году императора Айсиньгёро Цзайтяня, правившего под девизом «Гуансюй». Определён ему в наследники вдовствующей императрицей Цыси, фактической правительницей империи Цин, которая пережила Цзайтяня (отравлен предположительно ею 14 ноября 1908 года) на один день. Двухлетний Пуи стал императором в декабре 1908 года, регентом был его родной отец Айсиньгёро Цзайфэн, имевший титул «князь Чунь».
После Синьхайской революции, разрушившей империю Цин и приведшей к созданию Китайской Республики, 12 февраля 1912 года вдова Цзайтяня, императрица Лунъюй, ставшая регентом вместо ушедшего в отставку князя Чуня, подписала акт об отречении императора. Согласно условиям, обещанным монаршей семье генералом Юань Шикаем, Пуи сохранил титул императора, право жительства в пекинском «Запретном городе», а по протоколу приравнивался к иностранному монарху.
Вскоре Пу И узнал, что президент Юань Шикай намеревается стать новым императором, после чего возненавидел его и даже попытался помешать его планам. Так, например, он украл императорскую печать, но евнухи  сказали ему, что тогда президент просто сделает себе новую печать. В июле 1917 года, после того, как власть в Пекине захватил генерал Чжан Сюнь, Пу И был ненадолго (на две недели) вновь провозглашён царствующим императором. Вскоре республиканцы начали бомбардировки Запретного города, из-за которых погиб один евнух, но в целом они причинили незначительный ущерб. После того, как войска под командованием генерала Дуань Цижуя вошли в Пекин, Пу И был вторично отстранён от власти, но императорской семье было позволено и дальше оставаться в Пекине. Однако пребывание Пу И во дворце все больше раздражало население. После достижения 18-летия в 1924 году он был низложен окончательно, лишён всех титулов, изгнан со своим двором из Запретного города и объявлен обычным гражданином республики.

### Влияние Японии. Маньчжоу-го

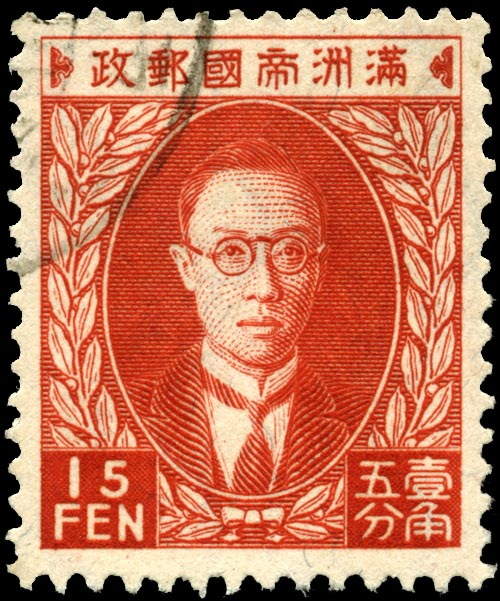
Пу И на почтовой марке Маньчжоу-го 1935 года

В 1925 году он поселился на территории японской концессии в Тяньцзине и организовал там «двор в изгнании». С этого времени на него большое влияние оказывало японское правительство.
1 марта 1932 года, под патронатом японцев, по решению Всеманьчжурской ассамблеи, было образовано Государство Маньчжоу-го. Пу И, первоначально назначенный Главой Государства (под девизом «Датун» (大同)) — Верховным правителем государства (вступил в должность 9 марта 1932 года), с 1 марта 1934 года стал императором Даманьчжоу-диго (Великой Маньчжурской империи) с девизом правления «Кандэ» (康德). Коронация прошла 10 мая 1934 года. Несмотря на свой статус, фактически он был отстранён от управления государством и Маньчжурией фактически управляли японские советники, среди которых наибольшим влиянием обладал Посол Японии. В государстве вскоре появилось партизанское движение против японской оккупации, которое вело вооруженную борьбу до 1941 года. Также в стране действовал японский отряд 731, проводивший жестокие опыты над людьми (китайцы, корейцы, монголы и русские эмигранты, похищенные Квантунской армией).
Был главнокомандующим Маньчжурской армии.

### Захват в плен

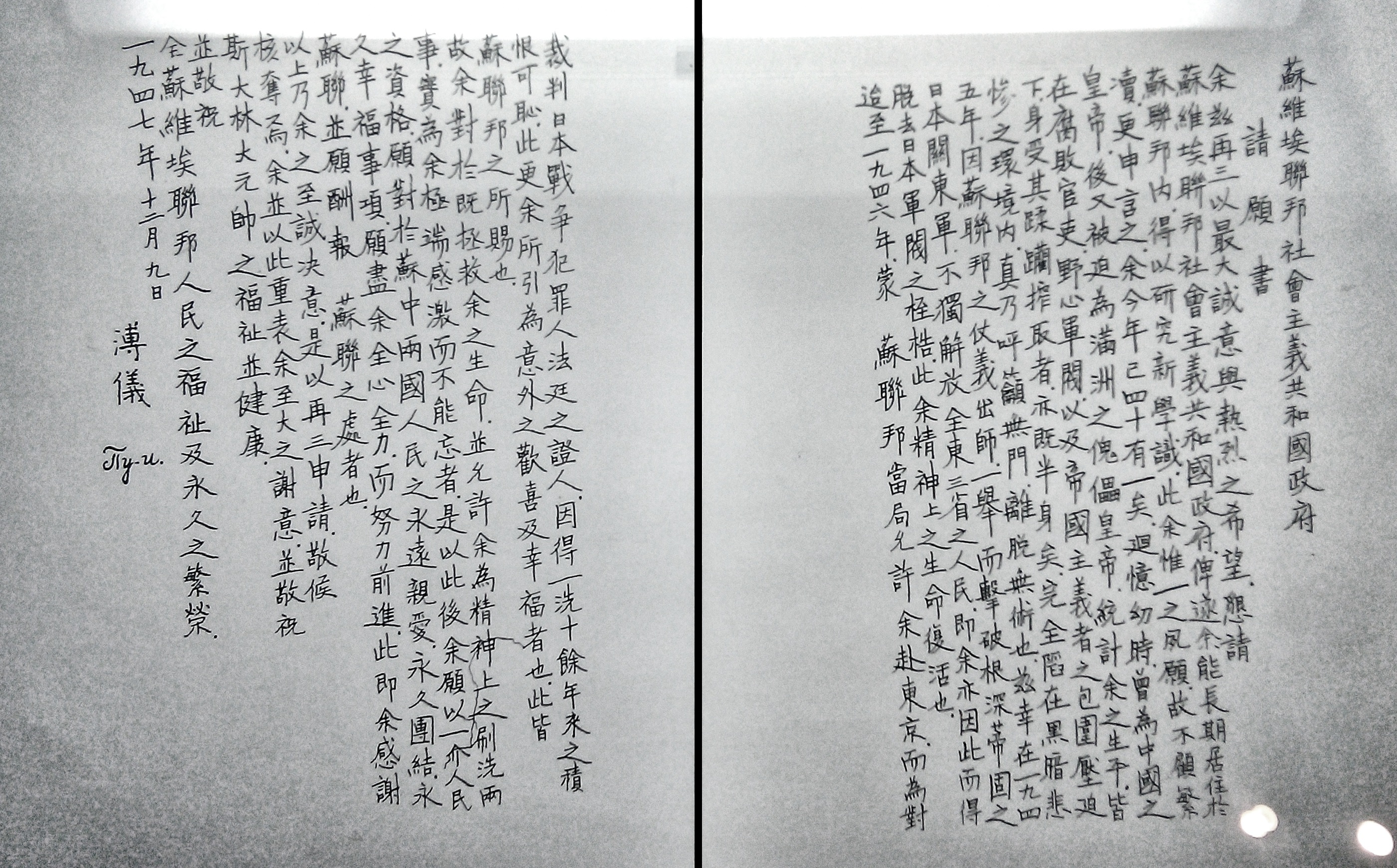
Текст письма Иосифу Сталину, направленного императором Пу И

19 августа 1945 года в Мукдене взят в плен советским авиадесантом (по другим данным, 16 или 17 числа). После пленения император содержался в 120-й одиночной камере Лубянской тюрьмы в Москве, затем в лагере для военнопленных под Хабаровском. Был свидетелем обвинения на Токийском процессе в августе 1946 года и давал показания в течение 8 дней.
В 1949 году, с установлением в Китае власти коммунистов, Пу И написал письмо Сталину. Он писал, что знакомство с трудами Маркса и Ленина в тюремной библиотеке произвело на него глубокое впечатление и изменило его мировоззрение. Пу И был возвращён в Китай в 1950 году.
В Китае он был направлен в Фушуньскую тюрьму для военных преступников в городе Фушуне провинции Ляонин и освобождён как «перевоспитавшийся» в 1959 году по особому разрешению Мао Цзэдуна.

### Последние годы
С 1959 года он поселился вновь в Пекине, где работал садовником в ботаническом саду, а затем архивариусом в национальной библиотеке. Заявил о том, что принимает народную власть. Осенью 1961 года состоялась встреча с председателем КНР Мао Цзэдуном. С 1964 года был членом политико-консультативного совета КНР.
С одобрения Мао Цзэдуна и Чжоу Эньлая написал мемуары «Первая половина моей жизни» (в английском переводе — «От императора до гражданина»), в которых предстаёт как чисто формальный властитель, с чьим мнением никто не считался. Некоторые историки предполагают, что Пу И мог сознательно преуменьшать свою политическую роль, опасаясь обвинений в военных преступлениях Японии.
Пу И как воплощение старого режима и реакционной монархии был одной из очевидных потенциальных мишеней Культурной революции 1966 года, поэтому ему обеспечили государственную защиту.
Умер 17 октября 1967 года от рака почки. Завещал похоронить себя рядом с приёмным отцом и второй женой. Кремирован и был захоронен на правительственном кладбище Бабаошань в Пекине. Его перезахоранивали в 1980 и 1995 годах. В настоящее время похоронен на Цинсилине, в 300 метрах от гробницы своего приёмного отца Гуансюя.

## Личная жизнь
Пять раз вступал в брак (жёнами императора были как императрица Ваньжун, так и наложницы Вэньсю, Тань Юйлин, Ли Юйцинь; последней была медсестра Ли Шусянь, с которой они поженились уже в КНР в 1962 году), но детей ни от одной жены не имел. Наследником китайского престола объявил двоюродного брата; маньчжурского — родного брата Пуцзе.

## В популярной культуре
- Пу И — герой знаменитого фильма Бернардо Бертолуччи «Последний император» и одноимённого китайского телесериала с Джоном Лоуном в главной роли.

## Фотогалерея

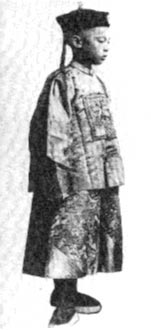
Малолетний Пу И, 12.02.1908
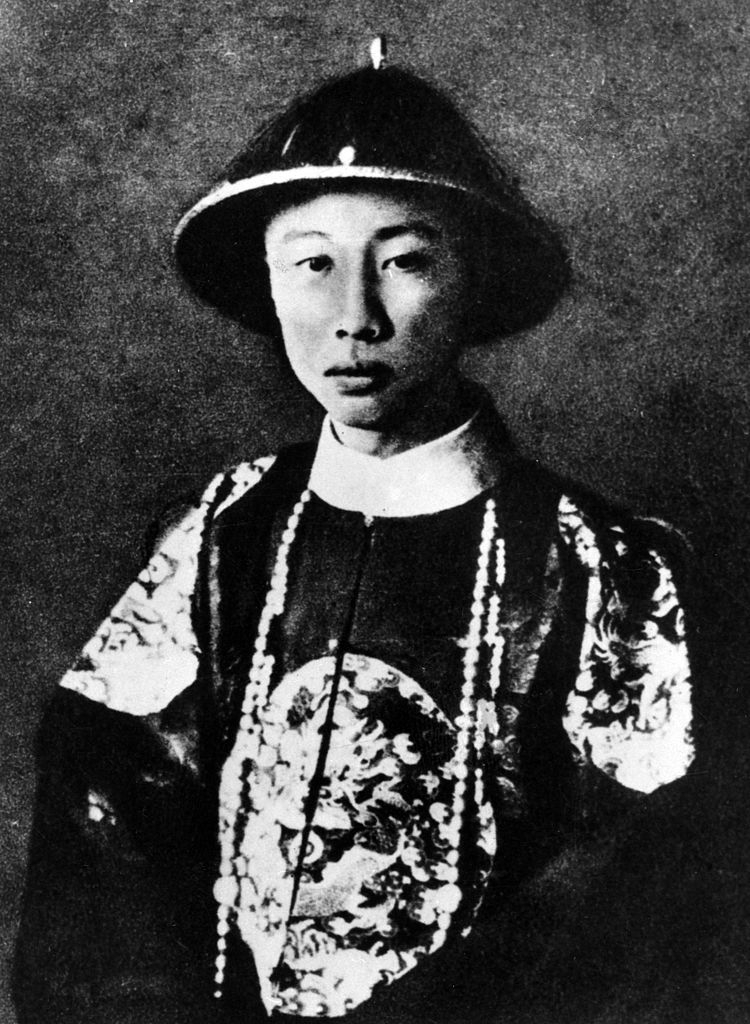
Пу И в юности, 1922
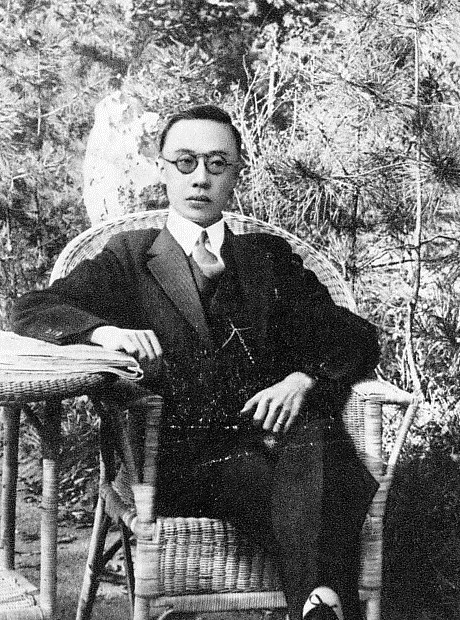
Пу И в Маньчжурии, 1934
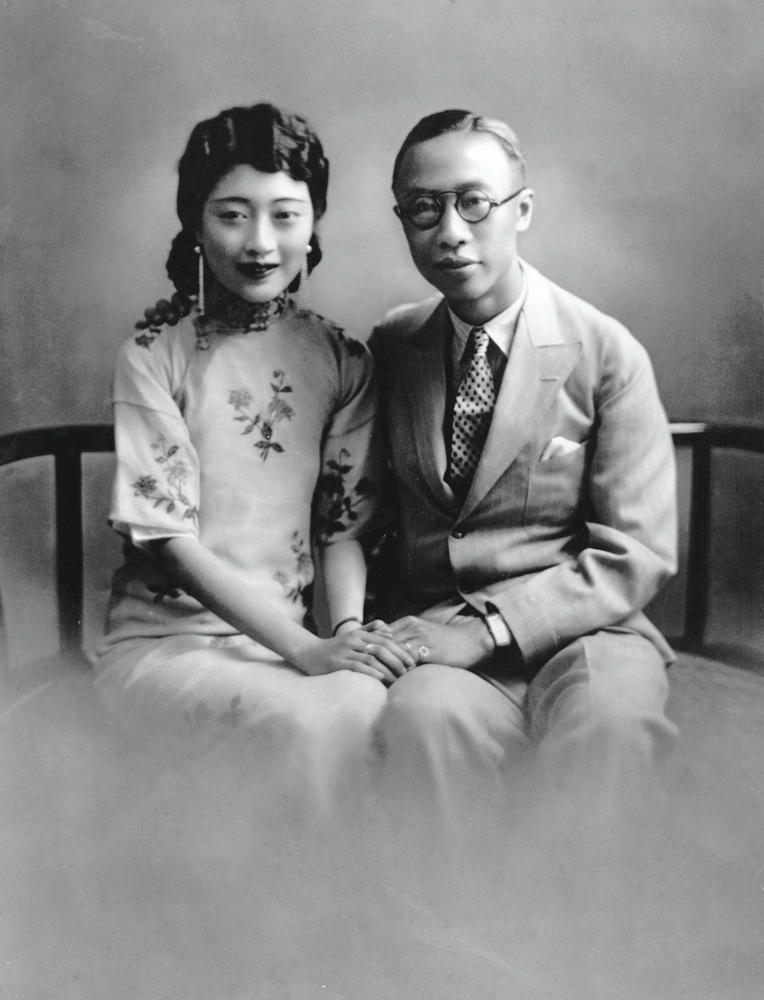
C Императрицей Ваньжун, 1930-е
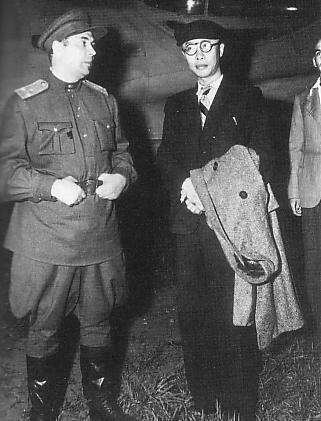
Советский офицер и Пу И, 9.08.1946

## Сочинения
- Пу И. Первая половина моей жизни. Воспоминания Пу И — последнего императора Китая = 我的前半生 / Пер. с кит. И.Л. Макаровой, Н.А. Спешнева, Цзян Ши-Луна. Вступ. стат. С.Л. Тихвинского. — М.: Прогресс, 1968. — 424 с.

Переиздания
- Пу И. Последний император. — Тверь: Триада, 1999. — 480 с. — (Кунфу мастеров). — ISBN 5901178017.
- Пу И. Последний император. — М.: Вагриус, 2006. — (Мой XX век). — ISBN 5969702447.